# 八木秀次 (法学者)
八木 秀次（やぎ ひでつぐ、1962年（昭和37年）3月9日 - ）は、日本の法学者。麗澤大学国際学部教授。専門は憲法学、法思想史。一般財団法人日本教育再生機構理事長、フジテレビジョン番組審議委員、産経新聞正論メンバー。「新しい歴史教科書をつくる会」第3代会長。

## 来歴
広島県尾道市出身。早稲田大学法学部・同大学大学院法学研究科修士課程を経て、同大学大学院政治学研究科博士後期課程を中退。指導教員は修士課程では井上茂、博士後期課程では小林昭三。東京理科大学・慶應義塾大学の非常勤講師を務めたのち、高崎経済大学専任講師・同大学助教授・同大学教授（2006年）。2014年から麗澤大学教授。
2002年、正論新風賞を受賞。
「新しい歴史教科書をつくる会」で3代目会長を務めていたが、2006年2月28日、会の内紛および中国への無断渡航の責任を問われ解任された。一部の八木派の尽力で副会長に留まったが、同年4月30日、藤岡信勝の日本共産党員歴の怪文書事件の責任を問われ、副会長および理事も解任。つくる会から脱退した。
2006年5月24日、安倍晋三は講演で「官房長官の職責をしっかりと務めていくことによって、おのずと道が決まってくる」と述べ、同年9月に実施予定の自民党総裁選挙出馬への意欲を示した。同年春から6月にかけて、八木は伊藤哲夫、西岡力、島田洋一、中西輝政らと3回ほど会合を重ね、来るべき「安倍政権」の課題について議論した。彼らは「五人組」と称され、この時期、安倍の重要なブレーンとして知られた。6月30日、八木、伊藤、西岡、島田の4人は安倍の側近の一人である下村博文を交え、靖国神社参拝問題などについて協議。「安倍氏は参拝に行くとも行かないとも明言しない」との基本スタンスが決められた。同年7月21日、安倍は大ベストセラーとなる『美しい国へ』（文春新書）を上梓。さらに同年9月20日に行われた自民党総裁選挙で初当選。9月26日に首相に就任した。
同年10月22日、日本教育再生機構が発足。同団体の準備室代表を務めた八木は理事長に就任した。
2007年（平成19年）7月24日、八木を事務局担当として教科書改善の会が発足。現在、育鵬社から歴史、公民科教科書を発行している。
2008年公開の南京大虐殺否定論を扱った映画『南京の真実』の賛同者となる。
2012年2月26日、日本教育再生機構主催によるシンポジウム「教育再生民間タウンミーティングin大阪」が大阪市立こども文化センターで開催される。八木は進行役を務め、安倍と大阪府知事の松井一郎が対談した。この直前に松井は大阪府議会に教育行政基本条例案を提出していた。八木は「条例案は安倍先生の志を受け継ぐもの。大阪の動きは『戦後レジームからの脱却』の大阪版」と述べ、大阪維新の会の教育政策を賛辞した。安倍は「首長が教育について強い信念を持っていれば、その信念に基づいて教育委員を変えていくんです」「条例案は私たちの方向と合致している」と述べた。このころ安倍は同年9月の自民党総裁選への出馬に意欲を示しており、大阪維新の会から声がかかったことをのちのちまで感謝したと言われている。
2013年1月、第2次安倍内閣より「教育再生実行会議」委員に指名される（岸田政権が2021年に「教育未来創造会議」を設置した際に廃止）。

## 統一教会との関係
- 統一教会の機関紙『世界思想:平和大使運動を推進するオピニオン情報誌』2002年5月号に、八木は「隠されたイデオロギー的意図を見抜け--家族の価値を語ろうとしない日本の保守にこそ問題がある」という記事を寄稿した[16][17][18]。
- 統一教会の機関紙『世界思想:平和大使運動を推進するオピニオン情報誌』2003年8月号に、八木のインタビュー記事「ジェンダーフリーという名の文化大革命(上)」が掲載された[16][17][19]。
- 統一教会の機関紙『世界思想:平和大使運動を推進するオピニオン情報誌』2003年9月号に、八木のインタビュー記事「ジェンダーフリーという名の文化大革命(下)」が掲載された[16][17][20]。
- 統一教会の機関紙『世界思想:平和大使運動を推進するオピニオン情報誌』2004年10月号から2004年12月号にかけて、八木は「家族をめぐる12章　子供が育つ家庭・地域づくり」という記事を連載した[16][17][21][22][23]。
- 2004年12月6日、八木は統一教会の関連団体「世日クラブ」で「こんな教育が日本を滅ぼす」と題し講演を行なった[24]。
- 2006年11月14日、八木は統一教会の関連団体「世日クラブ」で「教育再生から国家再生へ」と題し講演を行なった[24]。
- 統一教会の関連団体「世界平和教授アカデミー」の機関紙『世界平和研究』2011年春季号に、八木は「家庭崩壊を狙う民主党の子ども・家庭政策」という記事を寄稿した[25]。
- 2011年3月7日、国策研究地方議員協議会が主催し、統一教会の関連団体「世界平和連合（FWP）」、自由チベット協議会、日本ウイグル協会、全世界脱党支援センター及び本連合（IFVOC）が協催した、『東京議員・有識者救国セミナー「このままでは日本は滅びる〜共産主義は間違っている〜自由アジアと連帯せよ！」』で、八木は基調講演を行なった[26]。世界平和連合からは、横田浩一事務総長（統一教会の関連団体「国際勝共連合」理事長を兼任[27]）、渡辺芳雄副会長（「国際勝共連合」副会長を兼任[28]）をはじめ会員らが参加した[25]。古賀俊昭都議、土屋敬之都議、統一教会幹部のペマ・ギャルポ、法輪功・全世界脱党支援センターの佐藤国男、日本ウイグル協会のイリハム・マハムティらが参加した。
- 2011年6月14日、八木は統一教会の関連団体「世日クラブ」で「市民自治という名の共産主義」と題し講演を行なった[24]。
  - 2011年6月15日、統一教会の機関紙『世界日報』に、この講演について書かれた記事が掲載された[29]。
- 2011年11月21日、八木は統一教会の関連団体「平和政策研究所」の公式サイトに『「家庭基盤の充実」政策で国家崩壊の危機乗り越えよ』という記事を寄稿した[30]。
- 2012年6月21日、八木は統一教会の関連団体「世日クラブ」で「『女性宮家』論の背景とは――」と題し講演を行なった[24]。
- 2013年5月26日、副理事長に元世界日報記者、事務に統一教会の関連団体「国際勝共連合」幹部が在籍していた全国教育問題協議会が開催した「第33回教育研究大会」（自由民主会館で開催）に、八木はパネリストとして招かれた[31][32]。この大会のコーディネーターであり全国教育問題協議会顧問の小林正は、統一教会の関連団体「世界戦略総合研究所」の設立に関わった人物だった[33][34]。
- 2013年12月10日、八木は統一教会の関連団体「世日クラブ」で「婚外子の権利か家族の保護か～婚外子最高裁判決の波紋」と題し講演を行なった[24]。
  - 2014年1月6日、世日クラブのYouTube公式チャンネルはこの講演のサンプル動画をYouTubeにアップロードした[35][36]。
- 2015年4月16日、八木は統一教会の関連団体「世日クラブ」で「渋谷区同性カップル条例の衝撃～条例案に隠された真の狙いは何か」と題し講演を行なった[24][37]。
  - 2015年4月21日、世日クラブのYouTube公式チャンネルはこの講演のサンプル動画をYouTubeにアップロードした[38][39]。
  - 2015年5月4日、統一教会の関連団体「世界日報」が運営する「viewpoint」にこの講演についての記事が掲載された[37]。
- 2015年6月14日、統一教会の関連団体「新潟世日クラブ」が主催した「第1回新潟世日クラブ議員有識者セミナー」で、八木が「渋谷区同性カップル条例の衝撃～条例案に隠された真の狙いは何か？」と題し講演を行なったことを、世界日報販売局長の小林久人が自身のフェイスブックに投稿した[40][41]。
- 2015年7月26日、統一教会の関連団体「天宙平和連合（UPF）」と統一教会の関連団体「世界平和教授協議会」が共催した「日本国際指導者会議　ILC -Japan」で、八木は講演をした[42]。

- 2015年10月に統一教会の関連団体「世界日報社」から出版された、世界日報社代表取締役社長の早川俊行と世界日報編集委員の森田清策との共著『揺らぐ「結婚」―同性婚の衝撃と日本の未来』で、八木は古賀俊昭と20ページ以上に亘って対談をし、統一教会の協議に沿う形でLGBT差別発言を繰り返した[43]。対談の司会者は著者の森田清策だった[43]。
- 2025年10月23日、統一教会の関連団体「宗教新聞社」が主催した講演会で、八木は講演した[44][45]。
- 2016年3月10日に統一教会の関連団体「平和政策研究所」が発行した「IPP分析レポートNO.7」に八木は『「LGBT差別解消法案」の問題点――婚姻・家族制度の崩壊促し、思想・信条の自由侵害の危険性――」という記事を寄稿した[46]。
- 2016年3月21日、統一教会の関連団体「西神奈川平和大使協議会」、統一教会の関連団体「世界平和連合県連合会」が後援し、相模原市教育会館3階・大会議室で開催された第2回「神奈川安保大会」で、八木が「渋谷区同姓パートナーシップ条例の背景」という講演を行なったことを、世界日報販売企画局長の小林久人が自身のフェイスブックに投稿した[47]。
- 2016年5月18日、副理事長の中に元世界日報記者、事務に国際勝共連合幹部が在籍していた全国教育問題協議会が開催した「第36回全教協教育研究大会2016」（自由民主会館で開催）に、八木はパネリストとして招かれた[48][32]。この大会のコーディネーターであり全国教育問題協議会顧問の小林正は、統一教会の関連団体「世界戦略総合研究所」の設立に関わった人物だった[33][34]。
- 2016年9月19日、統一教会の関連団体「天宙平和連合（UPF）」と統一教会の関連団体「世界平和教授協議会」が共催した「日本国際指導者会議 ILC-Japan 2016 in京都」で、八木と統一教会幹部の梶栗正義が講演をした[42]。天宙平和連合（UPF）の公式サイトには、八木が統一教会幹部の徳野英治や梶栗正義らと共に写っている様子がレポートされている[42]。
- 2016年10月30日、統一教会の関連団体「世界平和教授協議会第7連合会」が主催し、統一教会の関連団体「アジアと日本の平和と安全を守る全国フォーラム」が後援した「日本国際指導者会議 ILC-Japan 2016 in富山」で、統一教会の関連団体「平和大使協議会日本」教育局長の松波孝幸と八木が講演を行なったことを、世界日報販売局長の小林久人が自身のフェイスブックに投稿した[41][49][50]。
- 2016年11月23日、統一教会の関連団体「熊本平和大使協議会」が開催した「日本国際指導者会議 ILC-Japan in南九州」で、統一教会幹部の梶栗正義と八木が講演会とシンポジウムを開催したことを、2020年5月14日に熊本県平和大使協議会がフェイスブックに投稿した[51]。
- 2017年5月3日に統一教会の関連団体「世界日報」のYouTube公式チャンネルがYouTubeにアップロードした総合日刊紙「世界日報」公式PR映像・5分版に八木が出演した[52]。八木は動画の中で「日常の日本国内のニュースだとか世界のニュースは、これは通信社が配信するニュースで結構だと思うんですね。しかし『世界日報』の強みというのは他の新聞社や通信社が追わないようなテーマについての調査報道だと思うんですね。とりわけ家庭とか家族に関わるようなテーマについては他の追随を許さない。それは人があまり注目しないけれど、非常に大きなテーマ、例えば渋谷区の同姓パートナーシップ条例の問題点だとか、こういうものを真っ先に追いかけて深掘りして『こんなに大変な問題を含んでいますよ』ということを、それも単発的な記事ではなくシリーズ化して読者に訴えていく唯一のメディアと言っていいと思うんですね」と世界日報を称賛した[52]。
- 統一教会の機関紙『世界思想:平和大使運動を推進するオピニオン情報誌』2017年6月号に、八木は「ポストコロニアニズムを克服し、家族の再生を」という記事を寄稿した[16][17][53]。
- 統一教会の機関紙『世界思想:平和大使運動を推進するオピニオン情報誌』2018年9月号に、八木のインタビュー記事が掲載された[16][17][54]。
- 2018年10月、統一教会の関連団体「世界平和連合」の公式サイトに、八木のインタビュー記事が掲載された[55]。
- 2018年10月3日、統一教会の関連団体「国際勝共連合」の公式サイトに、八木のインタビュー記事が掲載された[56]。
- 統一教会の機関紙『世界思想:平和大使運動を推進するオピニオン情報誌』2019年6月号に、八木のインタビュー記事が掲載された[16][17][54]。
- 2019年06月5日、統一教会の関連団体「国際勝共連合」の公式サイトに、八木のインタビューが掲載された[54]。
- 2019年6月13日、統一教会の関連団体「世界平和連合」の公式サイトに、八木のインタビューが掲載された[57]。
- 2021年6月19日、統一教会の関連団体「世日クラブ」会長の近藤讓良と八木は、「世日クラブ」が主催し、統一教会の関連団体「世界日報」が後援した「家庭破壊から国家社会の解体へ～同性婚訴訟の意味するもの～」と題し講演を行なった[24][58][59][60]。
  - 講演の様子を取材した記事が、2021年6月20日に世界日報が運営する「viewpoint」に掲載された[61][62]。
  - この講演を納めた「第196回世日クラブ定期講演会DVD」が発売され、世日クラブの公式サイトから購入することが可能だった[60]。
- 2021年6月25日、統一教会の機関紙『世界日報』に八木は寄稿した[63]。同じ内容の記事が同日、「世界日報」が運営する「viewpoint」に掲載された[64]。
- 2022年5月、世界日報LGBT問題取材チームが世界日報社から出版した『「LGBT」隠された真実 「人権」を装う性革命』に、八木は寄稿し、統一教会の協議に沿う主張をした[65]。

- 『正論』2022年10月号で、八木は旧統一教会関連団体と関係を持った理由について、共産主義や文化マルクス主義への警戒心を共有できたことを挙げた[66]。

## 幸福の科学との関係
- 2008年9月23日、新興宗教「幸福の科学」の関連団体「いじめから子供を守ろうネットワーク」が主催したイベントで、八木は基調講演を行なった[67][68]。イベントのパネルトークには、八木、田中順子（「幸福の科学」の政治団体「幸福実現党」広報本部長）、大島謙（皇学館中学・高等学校）、森口朗（「幸福の科学」の私塾「ハッピー・サイエンス・ユニバーシティ」のアソシエイト・プロフェッサー）、矢内筆勝（「幸福の科学」の政治団体「幸福実現党」総務会長兼出版局長）らが参加した[67]。
- 2011年8月20日、八木は新興宗教「幸福の科学」の政治団体「幸福実現党」の教育部会で講演した[69][70]。講演の様子は3回に分けて幸福実現党の機関紙『幸福実現NEWS』に掲載された[69][70]。

## 生長の家との関係
- 新興宗教「生長の家」の関連団体「日本協議会」の機関紙『祖国と青年』2000年12月号に、八木と三重県議会議員の浜田耕司の対談「おびやかされる「家族」 男女共同参画社会の欺瞞を見抜け――ジェンダーフリー思想は家族を解体する」が掲載された[71]。
- 八木が理事長を務める日本教育再生機構には、複数の「生長の家」関係者がいる。以下は、そのごく一部の例である。
  - 日本教育再生機構設立時に理事だった勝岡寛次は、生長の家社会事業団理事である[72]。
  - 日本教育再生機構設立時に理事だった内田智は、生長の家社会事業団理事である[73][74]。

## 主張

### 女系天皇容認論への批判
2004年以降の皇位継承問題を巡り浮上した女系天皇容認論に反対し、男系男子による継承の維持を主張。その理由のひとつとしてY染色体の男系連続性説を提示し、「XY染色体により、Y染色体にある遺伝子は代々男性にしか受け継がれないため、天皇の形質のある部分は男性にしか受け継がれない」と述べた。

### フェミニズムへの批判
男女共同参画やフェミニズムに反対している。ジェンダーフリーについては、日本を崩壊させようとする左翼とフェミニストの陰謀であり、「ジェンダーフリーは狂気の思想である」と述べている。
選択的夫婦別姓論についても反対している

### 同性婚への反対
「子供は男女の間にしか産まれない。それゆえ婚姻は男女の関係に限られる。」などと主張している。宗教新聞社主催の同性婚の問題点を考える講演会において、日本で同性婚が合法化された場合は「少子化を倍速化させるだろう」として、「婚姻制度の根幹は、子供を産み育てるためのものである」、「結婚とは男女によるものであって、それはその間でしか子供が生まれないからだ」と主張した。2021年にも旧統一教会系『世界日報』の読者でつくる「世日クラブ」の講演で「同性愛の多くは治癒可能」との趣旨の主張をし、同性婚訴訟やLGBT関連法案の問題点について解説した
渋谷区のLGBT条例にも反対しており、「性的志向は先天性のものと後天性のものがあるという意見が」と主張している（なお、八木は飽くまで憲法学者である）。
反LGBTで知られる世界日報社が2015年10月に出版した『揺らぐ「結婚」―同性婚の衝撃と日本の未来』という本の中で、八木は古賀俊昭と20ページ以上に亘って対談をし、統一教会の協議に沿う形でLGBT差別発言を繰り返した。その対談の司会者は著者である世界日報編集委員・森田清策だった。
同じく世界日報社が2022年5月に出版した『「LGBT」隠された真実 「人権」を装う性革命』という本の中で、八木は統一教会の協議に沿う主張をした。
2022年7月28日、自民党はLGBTに関する施策について議論する「性的マイノリティに関する特命委員会」を開き、有識者ヒアリングとして八木秀次を招き、意見交換した。

### 宗教観
宗教と政治的価値観の関係について、「新左翼的な価値観と結びついたら宗教はカルトになる」と述べている。

### 教育勅語について
教育勅語について、「そのものの復活は難しいだろうが、そこに書かれていることは普遍的なことなので、新たな形でその精神を復活させることは必要」と述べている。

### 憲法を巡る天皇・皇后の発言に対する発言
2013年（平成25年）10月20日、美智子皇后は、誕生日にあたってのコメントで五日市憲法草案に言及した。さらに同年12月18日、明仁天皇が、やはり誕生日にあたってのコメントで「戦後、連合国軍の占領下にあった日本は、平和と民主主義を、守るべき大切なものとして、日本国憲法を作り、様々な改革を行って、今日の日本を築きました。戦争で荒廃した国土を立て直し、かつ、改善していくために当時の我が国の人々の払った努力に対し、深い感謝の気持ちを抱いています。また、当時の知日派の米国人の協力も忘れてはならないことと思います」と述べた。
これに対し、八木は「両陛下のご発言が、安倍内閣が進めようとしている憲法改正への懸念の表明のように国民に受け止められかねない」「宮内庁のマネジメントはどうなっているのか」と正論2014年4月号で非難している。

### 在特会とヘイトスピーチについて
在日特権を許さない市民の会（通称、在特会）に対して批判的であり、「同じような括りにされて甚だ迷惑であり、彼らの行為は確実に反日的な左翼や外国勢力を利するものだと考えている」とコメント。拉致問題解決のための集会後のデモで、「全ての朝鮮人を東京湾にたたき込め」というシュプレヒコールが上がった問題については「拉致被害者救出運動をヘイトスピーチと同じ括りにすることで世論の支持を失わせ、無化させようとする思惑があるのではないかと思われて仕方ない。外国勢力の関与も疑われる」と述べた。
2013年（平成25年）2月に大阪の鶴橋で行われたデモで14歳の女子中学生が「南京大虐殺を知っているだろう、あんたたちが出ていかなければ鶴橋大虐殺をやりますよ」と演説した件では、「筋のいい『右派』ならば、南京大虐殺を全面肯定したりはしない。中学生の発言は南京で大虐殺を日本人が起こしたという前提でそれを鶴橋でも起こしてやろうというものだ。右派の発言とも日本人の心性とも思えない」と述べた。

### 憲法改正
9条を改正するべきとしている。その他、天皇を明文元首化し、国民の国防義務を明文化、幸福追求権（第13条）や男女平等を示した第24条を改定するべきと主張している。

### 特攻隊員について
戦時中の特攻隊員を「彼らの『青春』を羨ましく思う。」「これほどの精神性の高さを、それもごく普通の日本人が持ちえた時代があったのだ。」「私はこのような“英雄”たちと同じ日本人に生まれたことを心から誇りに思う」と評価している。

## 発言
- 東京都議会やじ問題に関連して、「やじを発した議員の真意は、少子化問題が深刻化する中で、独身の女性議員に対し、少子化対策の一般論を述べるのも結構だが、自分が結婚して子供を産んではどうか、と言いたかったのではないか。」と述べた[91]。
- 明仁天皇・皇后の憲法についての発言に対して、2013年12月の天皇記者会見や10月の皇后記者会見の内容に言及しつつ、「私がここで指摘しておきたいのは、両陛下のご発言が、安倍内閣が進めようとしている憲法改正への懸念の表明のように国民に受け止められないことだ」」と述べた[92]。
- 天皇の譲位に関して「天皇の自由意思による退位は、いずれ必ず即位を拒む権利につながる。男系男子の皇位継承者が次々と即位を辞退したら、男系による万世一系の天皇制度は崩壊する」「退位を認めれば『パンドラの箱』があく」と述べた[93]。

## 著書

### 単著
- 『論戦布告――日本をどうする』徳間書店、1999年6月。ISBN 4-19-861024-X。
- 『誰が教育を滅ぼしたか――学校、家族を蝕む怪しき思想』PHP研究所、2001年5月。ISBN 4-569-61613-5。
- 『反「人権」宣言』筑摩書房〈ちくま新書〉、2001年6月。ISBN 4-480-05898-2。
- 『明治憲法の思想――日本の国柄とは何か』PHP研究所〈PHP新書〉、2002年4月。ISBN 4-569-62145-7。
- 『日本国憲法とは何か』PHP研究所〈PHP新書〉、2003年5月。ISBN 4-569-62839-7。
- 『国家再生の哲学』モラロジー研究所〈生涯学習ブックレット〉、2004年6月。ISBN 4-89639-091-1。
- 『「女性天皇容認論」を排す――論集・現代日本についての省察』清流出版、2004年12月。ISBN 4-86029-104-2。
- 新しい歴史教科書をつくる会 編『国民の思想』産経新聞ニュースサービス、2005年3月。ISBN 4-594-04921-4。
- 『本当に女帝を認めてもいいのか』洋泉社〈新書y〉、2005年6月。ISBN 4-89691-927-0。
- 『Q&Aで分かる天皇制度――日本人なら知っておきたい！』扶桑社、2006年7月。ISBN 4-594-05200-2。
- 『日本の国家像と国民の思想』國民會館〈國民會館叢書 67〉、2006年11月。
- 『公教育再生――「正常化」のために国民が知っておくべきこと』PHP研究所、2007年1月。ISBN 4-569-65910-1。
- 『日本を愛する者が自覚すべきこと』PHPファクトリー・パブリッシング、2007年7月。ISBN 978-4-569-69398-9。
- 『日本の個性――日本文明論入門』育鵬社、2008年11月。ISBN 978-4-594-05787-9。
- 『「人権派弁護士」の常識の非常識』PHP研究所、2008年11月。ISBN 978-4-569-69731-4。
- 『憲法改正がなぜ必要か――「革命」を続ける日本国憲法の正体』PHPパブリッシング、2013年11月。ISBN 978-4-907-44003-9。

### 共著
- 小林昭三、下条芳明・斎藤康輝・東裕・野畑健太郎・吉田直正・土居靖美・山崎博久・池田実『日本国憲法論』嵯峨野書院、2000年4月。ISBN 4-7823-0303-3。
- 渡部昇一、林道義『国を売る人びと――日本人を不幸にしているのは誰か』PHP研究所、2000年7月。ISBN 4-569-61112-5。
- 加藤寛、渡部昇一・屋山太郎・和田秀樹・石井威望・江口克彦 著、新・教育基本法検討プロジェクト 編『教育は何を目指すべきか――新・教育基本法私案』PHP研究所、2001年3月。ISBN 4-569-61546-5。
- 池田清彦、小浜逸郎・橋爪大三郎・吉田司・井崎正敏・小谷野敦『天皇の戦争責任・再考』洋泉社〈新書y〉、2003年7月。ISBN 4-89691-745-6。
- 呉善花、高森明勅『歴史と文化が日本をただす』モラロジー研究所、2003年12月。ISBN 4-89639-082-2。
- 渡部昇一、新田均『日本を貶める人々――「愛国の徒」を装う「売国の輩」を撃つ』PHP研究所、2004年2月。ISBN 4-569-63049-9。
- 西尾幹二『新・国民の油断――「ジェンダーフリー」「過激な性教育」が日本を亡ぼす』PHP研究所、2005年1月。ISBN 4-569-63812-0。
- 渡部昇一、屋山太郎『日本を蝕む人々――平成の国賊を名指しで糺す』PHP研究所、2005年6月。ISBN 4-569-64134-2。
- 八木秀次ほか『新しい公民教科書――市販本』（新訂版）扶桑社、2005年8月。ISBN 4-594-05010-7。
- 小堀桂一郎、櫻井よしこ『「女系天皇論」の大罪』PHP研究所、2006年2月。ISBN 4-569-64807-X。
- 渡部昇一、松浦光修『日本を虐げる人々――偽りの歴史で国を売る徒輩を名指しで糺す』PHP研究所、2006年5月。ISBN 4-569-64765-0。
- 中西輝政『保守はいま何をすべきか――日本国家を回復するために』PHPパブリッシング、2008年6月。ISBN 978-4-569-70012-0。
- 渡部昇一、稲田朋美『日本を弑する人々――国を危うくする偽善者を名指しで糺す』PHP研究所、2008年6月。ISBN 978-4-569-69668-3。
- 竹田恒泰『皇統保守』PHP研究所、2008年8月。ISBN 978-4-569-65511-6。
- 渡部昇一、金美齢『日本を讒する人々――不作為の「現実主義」に堕した徒輩を名指しで糺す』PHP研究所、2009年10月。ISBN 978-4-569-70810-2。
- 三橋貴明『「テレビ政治」の内幕――なぜマスメディアは本当のことを伝えないのか』PHP研究所、2010年3月。ISBN 978-4-569-77710-8。
- 渡部昇一、呉善花『日本を誣いる人々――祖国を売り渡す徒輩を名指しで糺す』PHP研究所、2011年2月。ISBN 978-4-569-79420-4。
- 渡部昇一、潮匡人『日本を嵌める人々――わが国の再生を阻む虚偽の言説を撃つ』PHP研究所、2013年9月。ISBN 978-4-569-81459-9。

### 編著
- 『教育黒書――学校はわが子に何を教えているか』PHP研究所、2002年11月。ISBN 4-569-62388-3。

### 共編著
- 宮崎哲弥 編『夫婦別姓大論破！』洋泉社、1996年10月。ISBN 4-89691-234-9。

### 監修
- 『精撰「尋常小學修身書」――明治・大正・昭和…親子で読みたい』小学館〈小学館文庫〉、2002年6月。ISBN 4-09-402776-9。
- 『図解一目でわかる現代史――日本篇』三笠書房、2004年5月。ISBN 4-8379-2094-2。

### 論文
- 「美濃部達吉における国家と天皇」（早稲田大学大学院法学研究科修士論文 1987年3月）
- 「中世的立憲主義と主権(1)」（『早稲田政治公法研究』1990年3月）
- 「一六世紀フランスにおける主権概念の形成――中世的立憲主義と主権(2)」（『早稲田政治公法研究』1990年10月）
- 「美濃部達吉の明治憲法改正消極論――戦後の美濃部達吉(一) 」（『早稲田政治公法研究』1991年9月）
- 「美濃部達吉の"八月革命説"――戦後の美濃部達吉(二)・完 」（『早稲田政治公法研究』1991年12月）
- 「明治憲法「夏島草案」第一条におけるシラスから「統治ス」への修訂の意義について」（『早稲田政治公法研究』1993年4月）
- 「自己決定権と徹底した個人主義（1）　夫婦別姓論の提起するもの」（『早稲田政治公法研究』1995年4月）
- 「"自己決定権"と家族秩序」（『憲法研究』1995年5月）
- 「自己決定権と徹底した個人主義―夫婦別姓論の提起するもの(2・完) 」（『早稲田政治公法研究』1995年8月）
- 「昭和天皇の憲法観」（憲法政治学研究会編『近代憲法への問いかけ――憲法学の周縁世界』 成蹊堂 1999年11月）

## 出演

### テレビ
- 日本文化チャンネル桜

### ラジオ
- ラジオ時事対談（2009年11月 - 2010年10月、アール・エフ・ラジオ日本）

レギュラーコメンテーター